# Ратисбон, Альфонс

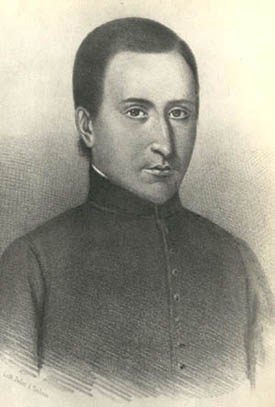
Альфонс Ратисбон

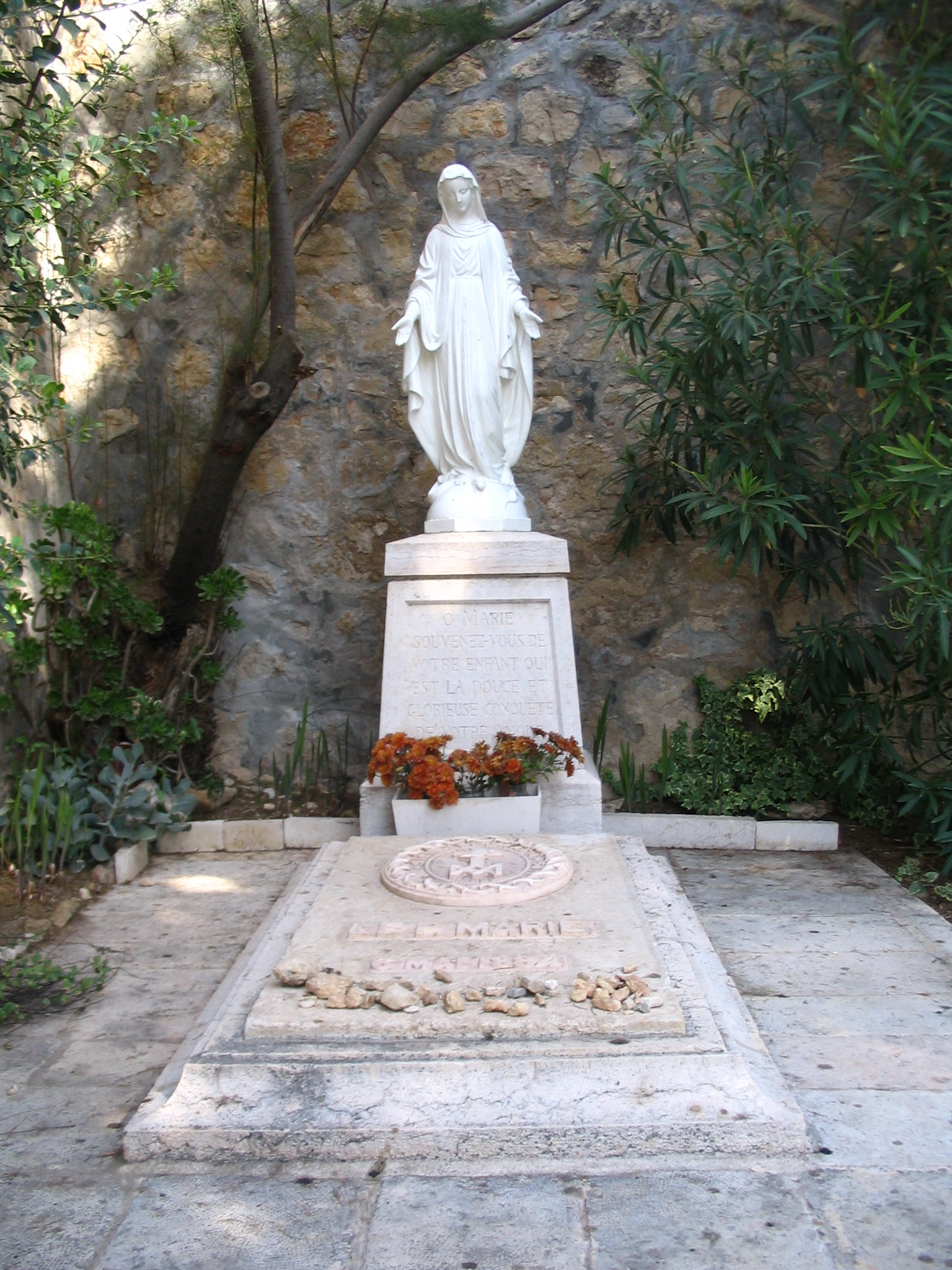
Могила Ратисбона в Эйн-Кареме

Альфо́нс Ратисбо́н (Marie-Alphonse Ratisbonne) (1 мая 1814 — 6 мая 1884) — католический священник, проповедник и миссионер, основатель монастыря сестёр Сиона в Эйн-Кареме. 
Еврей по происхождению, Альфонс Ратисбон родился в богатой и влиятельной страсбургской семье. После завершения учебы в Париже молодой юрист должен был стать членом правления банка, принадлежащего его дяде. В 1841 г. он обручился со своей племянницей. Свадьбу назначили на август 1842 года, и чтобы скоротать время до свадьбы Ратисбон отправился в путешествие в Италию и далее на Восток. Хотя Альфонс родился и воспитывался в традиционной еврейской семье, мировоззрение его было атеистическим. Особенно неприязненно он относился к католицизму по причине того, что его старший брат Теодор Ратисбон еще в 1827 году принял католичество и был изгнан из семьи. Во время своего путешествия, находясь в Риме, Альфонс 20 января 1842 г. случайно оказался в церкви S. Andrea delle Fratte, где ему было видение Девы Марии. Альфонс воспринял это видение как чудо. Он разорвал свою помолвку, крестился и стал активно помогать своему брату Теодору в организации в 1843 году женского религиозного ордена Богоматери в Сионе (Notre Dame de Sion).
В 1847 году Альфонс Ратисбон принял священнический сан и стал членом ордена Иезуитов (Общество Иисуса). Задавшись целью сделать все возможное для обращения евреев и мусульман в христианство, он в 1855 году, заручившись согласием папы Пия IX, выходит из Общества Иисуса, переселяется в Иерусалим и строит для ордена Богоматери в Сионе большой монастырь со школой и приютом для девочек. В 1861 году он строит женский монастырь в Эйн Кареме. В начале 60 годов XIX века в Ливане происходит резня христиан мусульманами. Ратисбон направляет в Ливан посыльных, которые собирают оставшихся сиротами девочек и привозят их в Эйн Карем, где для этих девочек строится приют при монастыре. В Эйн Кареме в полной мере развернулся организационный талант Альфонса Ратисбона. Позже он благоустраивал монастырь, а затем создал для жителей деревни школу и лечебницу.
Альфонс Ратисбон скончался 6 мая 1884 года в Эйн-Кареме и похоронен в монастыре сестёр Сиона.